# (42849) Podjavorinská
(42849) Podjavorinská – planetoida z pasa głównego asteroid okrążająca Słońce w ciągu 4 lat i 243 dni w średniej odległości 2,79 j.a. Została odkryta 15 września 1999 roku w obserwatorium astronomicznym w Modra przez Adriána Galáda i Petera Kolény’ego. Nazwa planetoidy pochodzi od Ľudmily Podjavorinskiej (1872–1951), słowackiej pisarki, prozaistki i poetki. Przed jej nadaniem planetoida nosiła oznaczenie tymczasowe (42849) 1999 RK44.